# Démographie du Bangladesh
Le Bangladesh est le huitième pays le plus peuplé du monde, avec près de 2,2 % de la population mondiale. Selon les résultats définitifs du recensement de 2022, le Bangladesh compte 169 828 911 habitants, soit l 'une des densités de population les plus élevées au monde.
Le Bangladesh (anciennement Bengale oriental jusqu'en 1947, puis Pakistan oriental jusqu'en 1971) est largement homogène sur le plan ethnique et son nom provient du groupe ethnolinguistique bengali qui représente 99 % de la population. Les régions des Chittagong Hill Tracts, de Sylhet, de Mymensingh, de Barisal et du nord du Bengale abritent diverses populations tribales. De nombreux dialectes bengalis sont parlés dans toute la région. Le dialecte parlé par les habitants de Chittagong et de Sylhet est particulièrement distinctif. Environ 91,04 % des Bangladais sont musulmans, suivis par les hindous (minorité la plus importante ; 7,95 %), les bouddhistes (0,61 %), les chrétiens (0,30 %) et les autres (0,12 %), selon le recensement de 2022.
Le Bangladesh a l'une des densités de population les plus élevées au monde. Le taux de fécondité a pourtant été réduit de plus de deux tiers depuis l'indépendance. En 2024, le taux de fécondité du Bangladesh est de 1,930 par femme, ce qui est globalement considéré comme inférieur au seuil de dénatalité.
Suivant ce taux de fécondité et sans migration, la population du Bangladesh devrait bientôt atteindre un stade où elle ne croîtra ni ne diminuera, une fois que le sommet de sa pyramide des âges se sera rempli.

## Évolution de la population
Le Bangladesh a connu des taux de croissance démographique élevés dans les années 1960 et 1970. Depuis lors, cependant, il a connu une réduction significative de son taux de fécondité. Selon l'OCDE et la Banque mondiale, la population du Bangladesh a augmenté de 1990 à 2008 de 44 millions d'habitants, soit une croissance de 38 %, contre 34 % pour l'Inde et 54 % pour le Pakistan. La croissance démographique annuelle 2007-2008 était de 1,4 %, contre 1,35 % en Inde et 2,2 % au Pakistan. Selon les statistiques démographiques de l'OCDE et de la Banque mondiale, entre 1990 et 2008, la population mondiale a augmenté de 27 % et de 1 423 millions de personnes.
Depuis les années 1970, le taux de croissance démographique a chuté de près de 7 % à 0,74 % sur la période 2005-2018.
Lors du recensement de 2022, la population totale est de 169 828 911 habitants, ce qui fait du Bangladesh le huitième pays le plus peuplé du monde.
D'après les données de l'ONU pour 2024 concernant la population (174 382 232) et la superficie (130 170 km2), le Bangladesh a la plus forte densité de population parmi les grands pays, avec 1 265 personnes par kilomètre carré, et la dixième place mondiale, si l'on inclut les petits pays et les villes-États.
| Évolution de la population | Évolution de la population | Évolution de la population |
| Année                      | Population                 | %±                         |
| -------------------------- | -------------------------- | -------------------------- |
| 1901                       | 28 928 000                 |                            |
| 1911                       | 31 555 000                 | 9,08 %                     |
| 1921                       | 33 255 000                 | 5,39 %                     |
| 1931                       | 35 602 000                 | 7,06 %                     |
| 1941                       | 41 997 000                 | 18,0 %                     |
| 1951                       | 41 932 000                 | 0,15 %                     |
| 1961                       | 50 840 000                 | 21,2 %                     |
| 1974                       | 76 398 000                 | 50,3 %                     |
| 1981                       | 89 912 000                 | 17,7 %                     |
| 1991                       | 111 455 000                | 24,0 %                     |
| 2001                       | 130 523 000                | 17,1 %                     |
| 2011                       | 152 518 000                | 16,9 %                     |
| 2022                       | 165 158 616                |                            |
| Sources : et               |                            |                            |

Évolution de la population de 1900 à 2010.
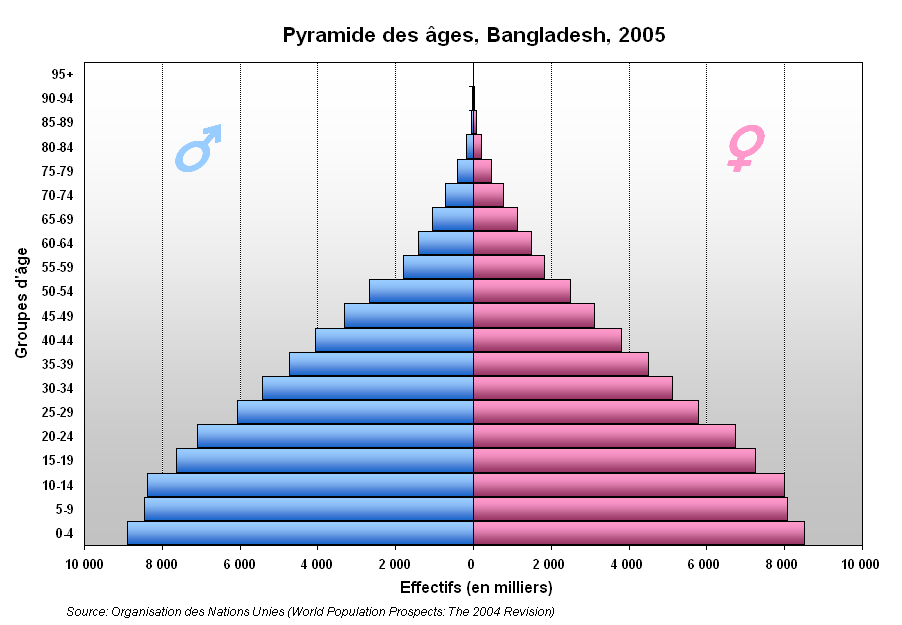
Pyramide des âges, en 2005.

## Structure de la population

### Évolution démographique
| Période     | Naissances annuelles | Décès annuels | Solde naturel annuel | Taux de natalité (‰) | Taux de mortalité (‰) | Solde naturel (‰) | Indice de fécondité | Taux de mortalité infantile |
| ----------- | -------------------- | ------------- | -------------------- | -------------------- | --------------------- | ----------------- | ------------------- | --------------------------- |
| 1950 - 1955 | 1 963 000            | 852 000       | 1 111 000            | 48,3                 | 20,9                  | 27,4              | 6,36                | 165,0                       |
| 1955 - 1960 | 2 252 000            | 921 000       | 1 332 000            | 48,2                 | 19,7                  | 28,5              | 6,62                | 156,5                       |
| 1960 - 1965 | 2 560 000            | 994 000       | 1 566 000            | 47,5                 | 18,4                  | 29,1              | 6,80                | 151,2                       |
| 1965 - 1970 | 2 950 000            | 1 090 000     | 1 860 000            | 47,3                 | 17,5                  | 29,8              | 6,91                | 144,4                       |
| 1970 - 1975 | 3 193 000            | 1 847 000     | 1 346 000            | 46,5                 | 26,9                  | 19,6              | 6,91                | 175,6                       |
| 1975 - 1980 | 3 381 000            | 1 153 000     | 2 229 000            | 44,7                 | 15,2                  | 29,5              | 6,65                | 138,3                       |
| 1980 - 1985 | 3 670 000            | 1 151 000     | 2 519 000            | 42,4                 | 13,3                  | 29,1              | 5,99                | 122,5                       |
| 1985 - 1990 | 3 767 000            | 1 115 000     | 2 652 000            | 38,1                 | 11,3                  | 26,8              | 5,02                | 104,4                       |
| 1990 - 1995 | 3 709 000            | 1 057 000     | 2 653 000            | 33,3                 | 9,5                   | 23,8              | 4,10                | 90,6                        |
| 1995 - 2000 | 3 598 000            | 986 000       | 2 612 000            | 29,1                 | 8,0                   | 21,1              | 3,41                | 73,8                        |
| 2000 - 2005 | 3 432 000            | 934 000       | 2 498 000            | 25,4                 | 6,9                   | 18,5              | 2,87                | 59,3                        |
| 2005 - 2010 | 3 107 000            | 905 000       | 2 202 000            | 21,5                 | 6,3                   | 15,2              | 2,38                | 49,0                        |

### Groupes ethniques
La grande majorité (environ 99 %) des Bangladais appartiennent au groupe ethnolinguistique bengali. Ce groupe s'étend également à la province indienne voisine du Bengale-Occidental. Les groupes ethniques minoritaires comprennent les Meiteis, les Tripuris (en), les Marmas (en), les Tenchungyas, les Baruas (en), les Khasis, les Santals, les Chakmas, les Arakanais, les Garos, les Biharis, les Kurukhs (en) et les Mundas.
Les Biharis sont des non-Bengalis parlant l'ourdou qui ont émigré de l'État du Bihar et d'autres régions du nord de l'Inde lors de la partition de 1947. Ils sont concentrés dans les régions de Dacca et de Rangpur et sont au nombre de 300 000,. Lors de la guerre de libération du Bangladesh de 1971, nombre d'entre eux se sont rangés du côté du Pakistan, car ils risquaient de perdre leur position dans les hautes sphères de la société. Des centaines de milliers sont allés au Pakistan et ceux qui sont restés ont été internés dans des camps de réfugiés. Leur population est passée d'environ 1 million en 1971 à 600 000 à la fin des années 1980. Refugees International (en) les a qualifiés de peuple « négligé et apatride », car les gouvernements du Bangladesh et du Pakistan leur refusent la citoyenneté. Près de 40 ans plus tard, deux générations de Biharis sont nées dans ces camps. Les Biharis ont obtenu la citoyenneté bangladaise et le droit de vote en 2008.
La population tribale du Bangladesh a été dénombrée à 897 828 personnes lors du recensement de 1981. Ces tribus sont concentrées dans les Chittagong Hill Tracts et autour de Mymensingh, Sylhet et Râjshâhî. Elles sont d'origine sino-tibétaine et se distinguent nettement par leurs coutumes sociales, leur religion, leur langue et leur niveau de développement. Ils parlent des langues tibéto-burmanes et la plupart sont bouddhistes ou hindous Les quatre plus grandes tribus sont les Chakmas, les Marmas (en), les Tipperas, les Tenchungyas et les Mros. Des groupes plus petits comprennent les Santals à Râjshâhî et Dinajpur, et les Khasis, Garos et Khajons dans les régions de Mymensingh et Sylhet.
Il existe de petites communautés de Meiteis (ou Manipuris) dans le district de Sylhet, qui est proche de la patrie des Meiteis de l'autre côté de la frontière, à Manipur, en Inde,.
Il y a une grande population de réfugiés rohingyas du Myanmar près de la frontière dans le sud-est. Ils sont Modèle:Formanum:28000 à vivre dans deux camps de réfugiés des Nations unies à Cox's Bazar, ainsi que quelque 200 000 « personnes non enregistrées relevant de la compétence du HCR » qui vivent en dehors des camps. La crise des réfugiés a commencé au début des années 1990, lorsque la première vague de quelque 250 000 membres du groupe ethnique majoritairement musulman a fui les persécutions dont ils étaient victimes à Rakhaine, l'État le plus à l'ouest du Myanmar. Le Bangladesh cherche à rapatrier les réfugiés au Myanmar. Depuis le génocide des Rohingya de 2017, environ 1,1 million de réfugiés rohingyas vivent au Bangladesh.

## Santé

### Natalité

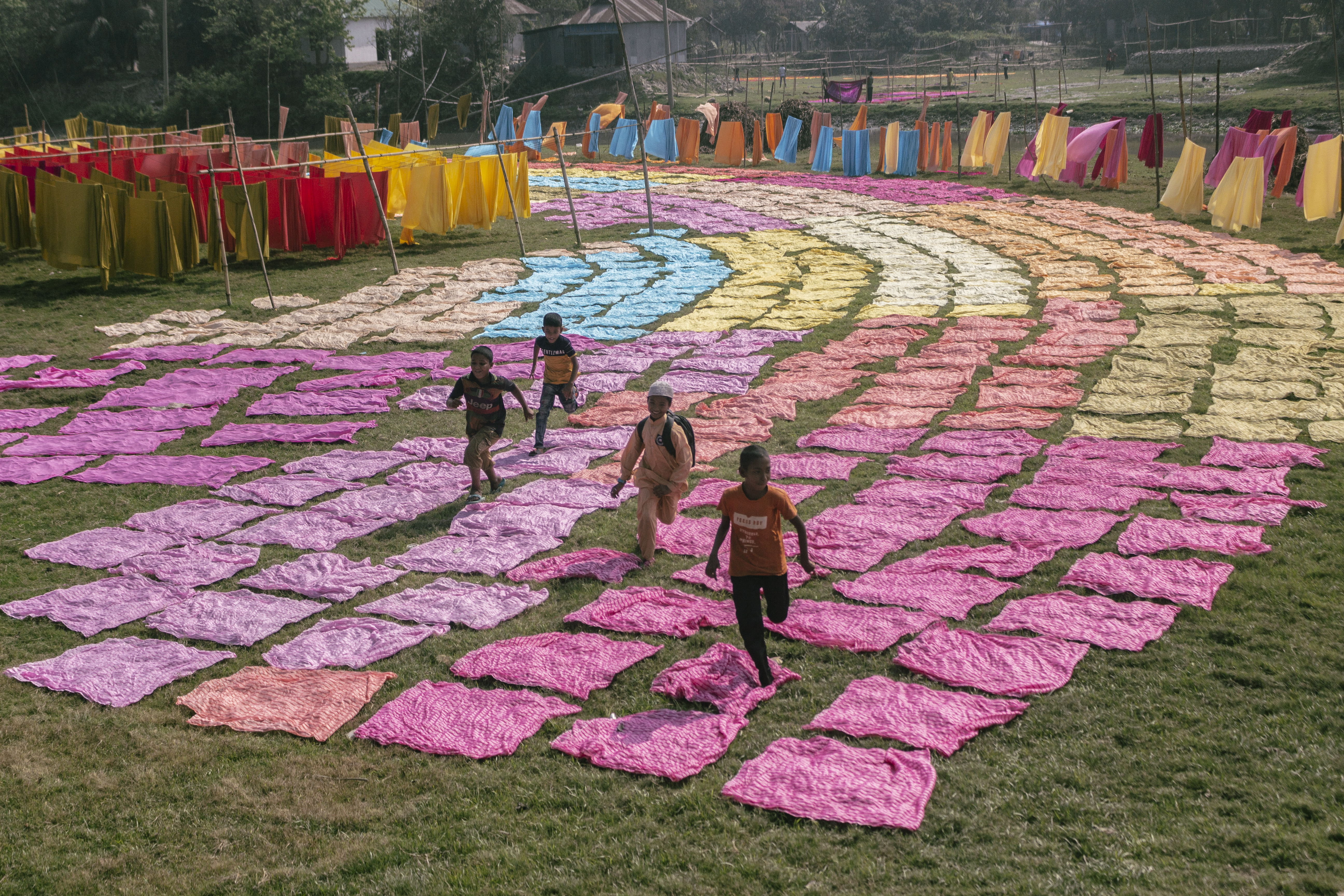
Enfants jouant dans une teinturerie de tissus au Bangladesh. Février 2021.

En 2022, le taux de fécondité au Bangladesh s'élève à 2,3 enfants par femme. Pour comparaison, l'indice est de 3,6 au Pakistan (en 2018) et 2,2 en Inde (en 2016).
|               | 2004 | 2007 | 2011 | 2014 | 2018 | 2022 |
| ------------- | ---- | ---- | ---- | ---- | ---- | ---- |
| Milieu urbain | 2,5  | 2,4  | 2,0  | 2,0  | 2,0  | 2,1  |
| Milieu rural  | 3,2  | 2,8  | 2,5  | 2,4  | 2,3  | 2,4  |
| Total         | 3,0  | 2,7  | 2,3  | 2,3  | 2,3  | 2,3  |

### Espérance de vie

Espérance de vie au Bangladesh depuis 1876.

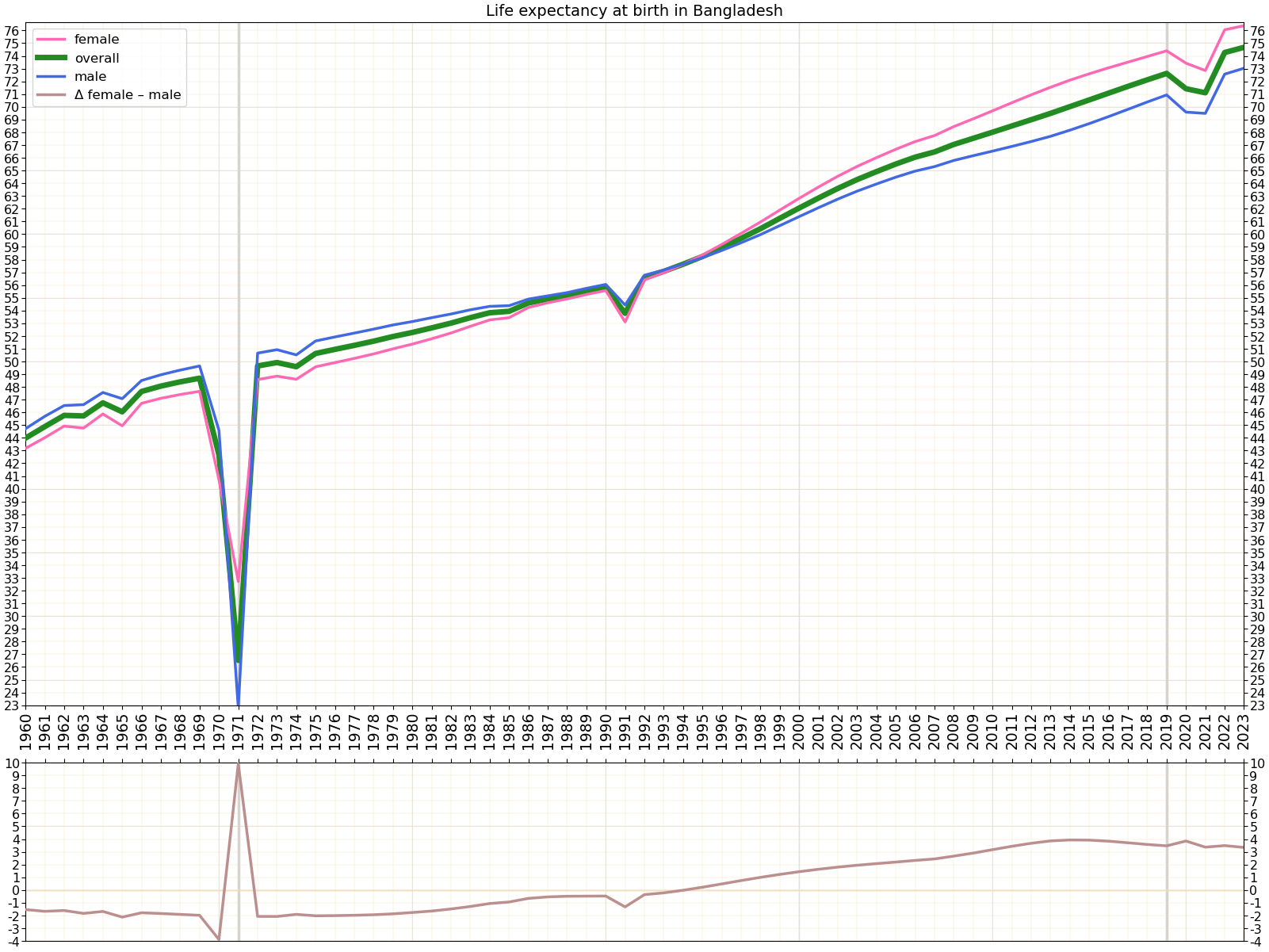
Espérance de vie au Bangladesh depuis 1960, par genre.

En 2018, l'espérance de vie générale est de 72.7 ans (71.1 ans pour les hommes ; 74.4 ans pour les femmes).
| Période   | Espérance de vie en années | Période   | Espérance de vie en années |
| --------- | -------------------------- | --------- | -------------------------- |
| 1950–1955 | 40.7                       | 1985–1990 | 57.0                       |
| 1955–1960 | 44.2                       | 1990–1995 | 60.0                       |
| 1960–1965 | 47.2                       | 1995–2000 | 63.7                       |
| 1965–1970 | 49.3                       | 2000–2005 | 66.7                       |
| 1970–1975 | 46.3                       | 2005–2010 | 69.1                       |
| 1975–1980 | 52.2                       | 2010–2015 | 71.2                       |
| 1980–1985 | 54.3                       |           |                            |

## Langues et religions
La grande majorité de la population parle bengali, langue officielle du pays ; l'anglais est toutefois accepté dans les tâches administratives et dans le système éducatif.
L'islam représente 91 % de la population, suivi par l'hindouisme qui représente environ 8 % des Bangladais (recensement de 2022).
|      | Islam  | Hindouisme | Bouddhisme | Christianisme | Autres religions/ Athées |
| ---- | ------ | ---------- | ---------- | ------------- | ------------------------ |
| 1951 | 76,9 % | 22,0 %     | 0,7 %      | 0,3 %         | 0,1 %                    |
| 1961 | 80,4 % | 18,5 %     | 0,7 %      | 0,3 %         | 0,1 %                    |
| 1974 | 85,4 % | 13,5 %     | 0,6 %      | 0,2 %         | 0,2 %                    |
| 1981 | 86,6 % | 12,1 %     | 0,6 %      | 0,3 %         | 0,3 %                    |
| 1991 | 88,3 % | 10,5 %     | 0,6 %      | 0,3 %         | 0,3 %                    |
| 2001 | 89,7 % | 9,2 %      | 0,7 %      | 0,3 %         | 0,1 %                    |
| 2011 | 90,4 % | 8,5 %      | 0,6 %      | 0,4 %         | 0,1 %                    |
| 2022 | 91,0 % | 8,0 %      | 0,6 %      | 0,3 %         | 0,1 %                    |

## Urbanisation et densité
Lors du recensement de 2022, 32 % des Bangladais vivaient en ville contre 68 % dans les campagnes,.
| Année | Population urbaine | Population rurale | Densité (hab./km2) |
| ----- | ------------------ | ----------------- | ------------------ |
| 1901  | 2 %                | 98 %              |                    |
| 1961  | 5 %                | 95 %              | 353                |
| 1981  | 16 %               | 84 %              | 624                |
| 1991  | 20 %               | 80 %              | 774                |
| 2001  | 23 %               | 77 %              | 906                |
| 2011  | 28 %               | 72 %              | 1 040              |
| 2022  | 32 %               | 68 %              | 1 119              |

## Immigration
Selon les Nations Unies, il y avait 1 500 921 migrants internationaux au Bangladesh en 2017. Selon les estimations, plus d'un million de réfugiés musulmans rohingyas vivent au Bangladesh et sont arrivés pendant le génocide des Rohingya en cours au Myanmar. Le 28 septembre 2018, lors de la 73e Assemblée générale des Nations unies, le Premier ministre bangladais Sheikh Hasina a déclaré qu'il y avait entre 1,1 et 1,3 million de réfugiés rohingyas au Bangladesh.
Les pays d'origine les plus courants sont les suivants :
| Migrants internationaux au Bangladesh en 2017 | Migrants internationaux au Bangladesh en 2017 |
| --------------------------------------------- | --------------------------------------------- |
| Birmanie                                      | 1 300 000 (réfugiés rohingyas)                |
| Malaisie                                      | 208 406                                       |
| Chine                                         | 166 646                                       |
| Afghanistan                                   | 156 500                                       |
| Laos                                          | 90 253                                        |
| États-Unis                                    | 47 103                                        |
| Népal                                         | 39 988                                        |
| Inde                                          | 35 250                                        |
| Royaume-Uni                                   | 34 266                                        |
| Bahreïn                                       | 30 877                                        |
| Viêt Nam                                      | 28 176                                        |
| Norvège                                       | 20 109                                        |

## Émigration
Les Nations unies ont estimé la diaspora bangladaise à 4 499 919 personnes, dont la plupart ont émigré vers les pays suivants :
| Migrants internationaux en provenance du Bangladesh en 2017 | Migrants internationaux en provenance du Bangladesh en 2017 |
| ----------------------------------------------------------- | ----------------------------------------------------------- |
| Arabie saoudite                                             | 1 377 072                                                   |
| Émirats arabes unis                                         | 1 044 505                                                   |
| Koweït                                                      | 381 669                                                     |
| Malaisie                                                    | 365 600                                                     |
| Oman                                                        | 276 518                                                     |
| Royaume-Uni                                                 | 228 353                                                     |
| États-Unis                                                  | 279 021                                                     |
| Qatar                                                       | 183 386                                                     |
| Italie                                                      | 100 743                                                     |
| Singapour                                                   | 83 279                                                      |
| Bahreïn                                                     | 80 457                                                      |
| Canada                                                      | 65 698                                                      |
| Australie                                                   | 48 888                                                      |
| Maldives                                                    | 38 620                                                      |